# Omar Johnson
Omar Johnson (* 25. November 1988) ist ein jamaikanischer Sprinter, der sich auf den 400-Meter-Lauf spezialisiert hat.
2013 gewann er Silber bei den Zentralamerika- und Karibikmeisterschaften. Bei den Leichtathletik-Weltmeisterschaften in Moskau erreichte er im Einzelbewerb das Halbfinale und holte in der 4-mal-400-Meter-Staffel mit der jamaikanischen Mannschaft die Silbermedaille.

## Persönliche Bestzeiten
- 200 m: 20,80 s, 5. Mai 2012, Lubbock
  - Halle: 21,23 s, 16. Februar 2013, Levelland
- 400 m: 45,50 s, 23. Juni 2013, Kingston